# Neochoerus
Genre
Neochoerus est un genre fossile de rongeurs de la famille des Caviidae. Ses restes ont été mis au jour en Amérique du Nord (Canada et États-Unis) ainsi qu’en Colombie.
Neochoerus est apparenté au capybara actuel.

## Liste des espèces
- † Neochoerus aesopi (Leidy, 1853)
- † Neochoerus occidentalis
- † Neochoerus cordobai
- † Neochoerus pinckneyi Hay, 1926
- † Neochoerus sirasakae Spillmann, 1941
- † Neochoerus sulcidens
- † Neochoerus tarijensis (Ameghino, 1902)

## Galerie

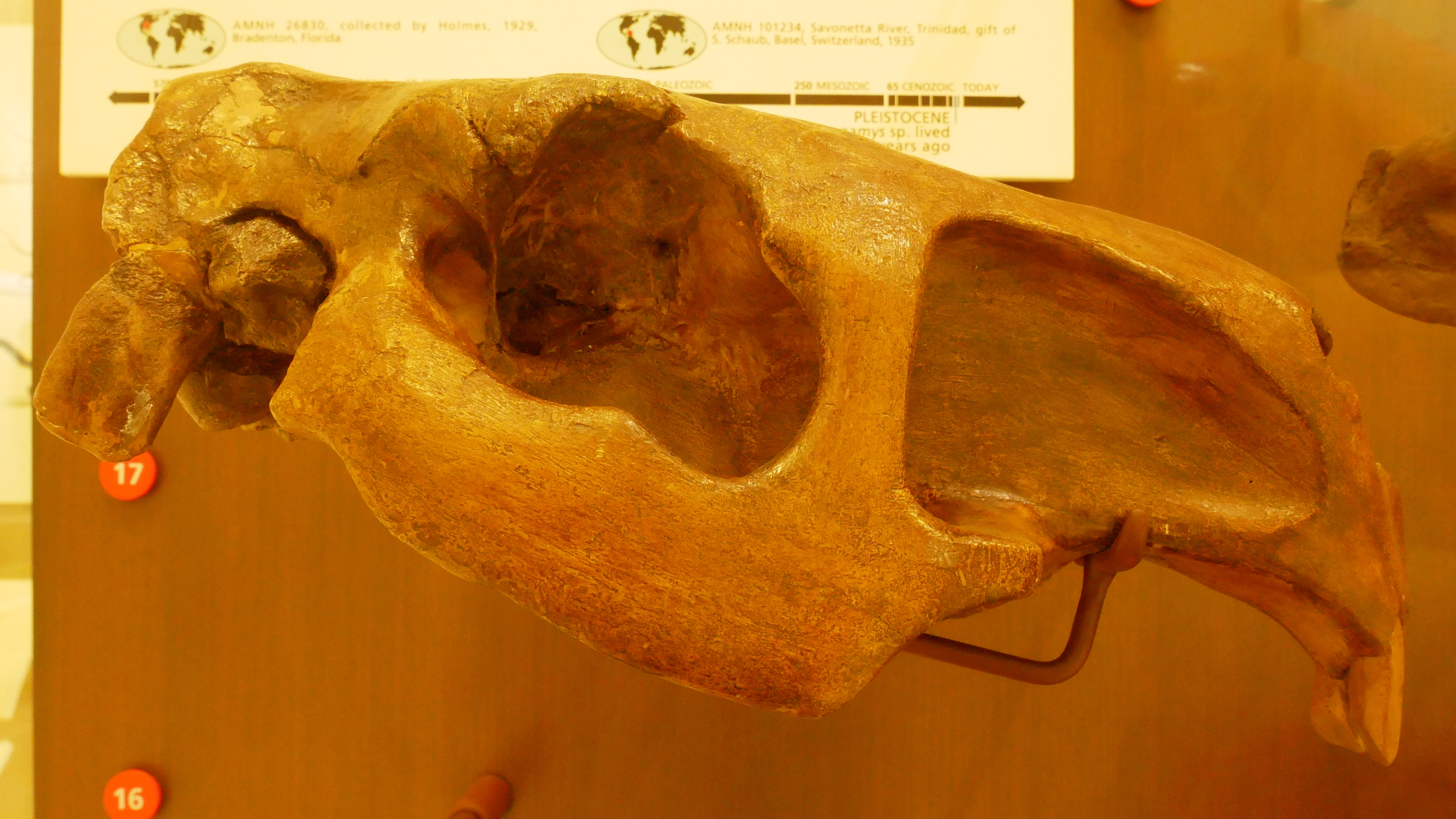
Crâne de Neochoerus pinckneyi